# Chó Springer Spaniel Anh Quốc
Chó Springer Spaniel Anh Quốc (tiếng Anh: English Springer Spaniel) là một giống chó săn thuộc dòng chó Spaniel được nuôi để săn bắn và lùa chim. Nó là một giống chó dễ bị tổn thương và có tuổi thọ trung bình từ 12-14 năm. Chúng rất giống với Welsh Springer Spaniel và có nguồn gốc từ Norfolk hoặc Shropshire Spaniels vào giữa thế kỷ 19; giống chó này đã được phân ra thành giống riêng biệt. Loài này có sức khỏe tương đối ổn định. Năm 1902, Câu lạc bộ Kennel đã công nhận Chó Springer Spaniel Anh Quốc là một giống riêng biệt. Thuật ngữ Springer xuất phát từ vai trò săn bắn lịch sử, nơi con chó lùa (mùa xuân) chim vào không khí.

## Lịch sử
Bác sĩ người Anh, Tiến sĩ Dr. John Caius đã mô tả giống spaniel trong cuốn sách Treatise of Englishe Dogs được xuất bản vào năm 1576. Cuốn sách của ông là tác phẩm đầu tiên mô tả các giống chó khác nhau của Anh Vào năm 1801, Sydenham Edwards giải thích trong cuốn Cynographia Britannica rằng spaniel chia thành hai loại, Springing, Hawking Spaniel, hoặc Starter; và Cocking hoặc Cocker Spaniel.
Tại thời điểm này trong thời gian, cả hai cocker spaniels và springer spaniels được sinh ra trong cùng một lứa. Mục đích của giống chó này là phục vụ như một con chó săn. Các con chó cocker nhỏ hơn dùng để săn chim, gà rừng trong các khu rừng rậm, trong khi những con chó to, springer spaniels, đi săn trên đồng cỏ và đầm lầy rộng lớn.
Nhiều giống chó Spaniel đã được phát triển trong thế kỷ 19, và thường được đặt tên theo nơi mà giống đó phát triển. Hai giống chó có đặc điểm của "loài springer điển hình." là Norfolk và Shropshire spaniels, à vào những năm 1850, chúng được thể hiện dưới tên là Norfolk spaniel.
Vào tháng 1 năm 1899, Spaniel Club of England và Sporting Spaniel Society đã tổ chức các thử nghiệm chúng cùng nhau lần đầu tiên. Ba năm sau, vào năm 1902, một sự kết hợp của tiêu chuẩn vật lý từ paniel Club of Englandh và tiêu chuẩn khả năng của Sporting Spaniel Society đã dẫn đến giống Chó Springer Spaniel Anh Quốc được chính thức công nhận bởi Câu lạc bộ chó Anh. Câu lạc bộ chó Mỹ theo sau vào năm 1910.